# Word of Mouth (album, The Kinks)
Word of Mouth je dvacáté studiové album anglické rockové skupiny The Kinks. Bylo vydáno 19. listopadu 1984.

## Seznam skladeb
Autorem všech skladeb je Ray Davies, pokud není uvedeno jinak.
1. „Do It Again“ – 4:14
2. „Word of Mouth“ – 3:51
3. „Good Day“ – 4:35
4. „Living on a Thin Line“ (Dave Davies) – 4:16
5. „Sold Me Out“ – 3:44
6. „Massive Reductions“ – 3:15
7. „Guilty“ (Dave Davies) – 4:12
8. „Too Hot“ – 4:08
9. „Missing Persons“ – 2:53
10. „Summer's Gone“ – 3:52
11. „Going Solo“ – 3:58

## Obsazení
- Ray Davies - kytara, klávesy, harmonika, zpěv
- Dave Davies - kytara, zpěv
- Jim Rodford - baskytara, doprovodné vokály
- Mick Avory - bicí
- Bob Henrit - bicí
- Ian Gibbons - klávesy, doprovodné vokály